# Осада Грунло (1606)
Осада Гру́нло — осада испанцами голландской крепости Грунло в 1606 году войсками Амброзио Спинолы в рамках Восьмидесятилетней войны, завершившаяся взятием города. Несколько месяцев спустя Мориц Оранский попытался вернуть город, но не смог этого сделать из-за плохого планирования и вмешательства Спинолы. Грунло оставался в испанских руках вплоть до 1627 года.

## Предыстория

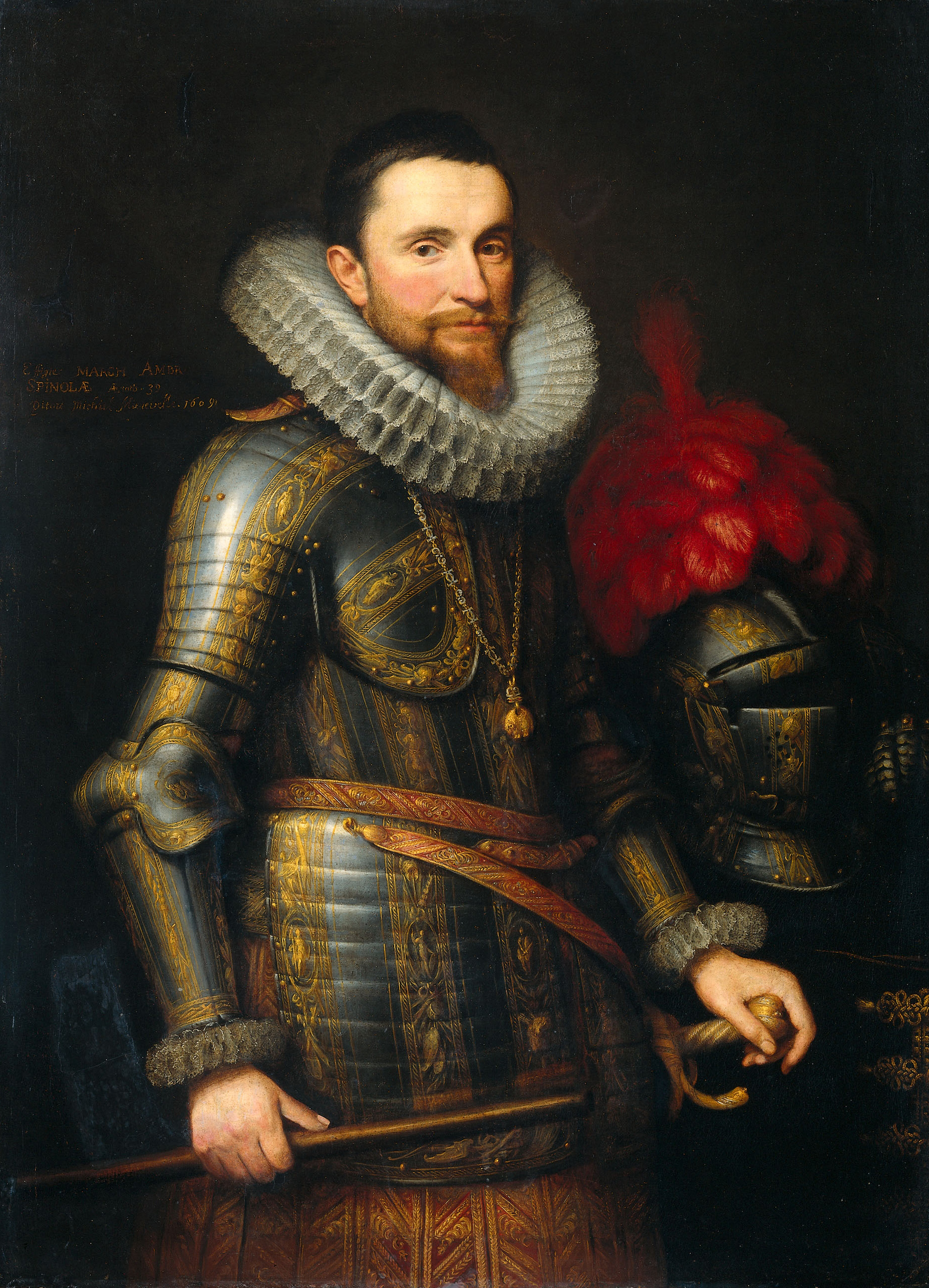
Амброзио Спинола

Укрепленный город Грунло представлял собой стратегически важный пункт на торговом пути между Германией и голландскими ганзейскими городами Девентер и Зютфен. Город окружали ров и бастионы, усиленные испанцами после блокады в 1597 году.
В 1605 году испанская армия под командованием Амброзио Спинолы начала контрнаступление и взяла Олдензал и Линген и собиралась выступить против Кувордена. Однако плохая погода помешала испанцам перейти реку Эйссел. Пути на запад и север были заблокированы, и Спинола повел армию на юг, на Лохем. Лохем был плохо защищен (300 солдат гарнизона) и был взят без особых затруднений. Армия Спинолы теперь должна была объединиться с другой испанской армией генерала Васко, шедшей с юга. Однако войска Васко были перехвачены голландцами, и объединение не состоялось. Тогда разочарованный Спинола двинулся на крепость Грунло.

## Первая осада
3 августа Спинола начал осаду Грунло. Город защищал гарнизон из 1300 солдат под командованием молодого офицера Дидерика ван Дорта. После нескольких дней артиллерийских дуэлей испанцы потеряли около 600 бойцов, в том числе около 10 офицеров. 10 августа испанские солдаты перехватили письма от Морица Оранского, отправленные гарнизону Грунло, в которых Мориц дал указание держаться, пока не прибудут подкрепления. Через три дня Спинола узнал о выдвижении войск Морица из Фрисландии, Девентера и Зволле. Тогда Спинола выделил часть армии для перехвата голландских войск в районе Дуйсбурга и усилил давление на город, чтобы взять его до подхода Морица.

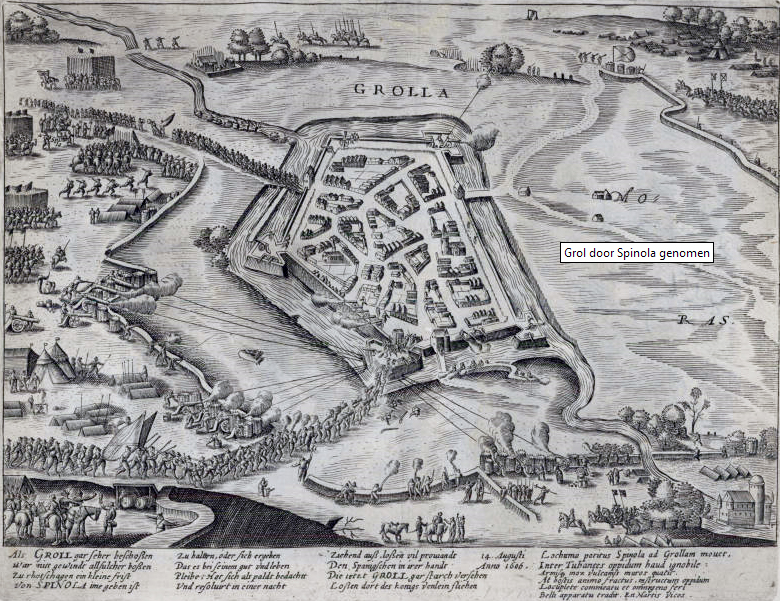
Фрагмент осады Грунло, худ. Ф. Гогенберг

Испанцы предпринимали одну попытку штурма за другой. Несмотря на шквальный огонь со стороны осажденных, они провели массированную атаку на городские укрепления сразу с трёх сторон. Стены сотрясала испанская артиллерия. Спинола отправил жителям Грунло послание, что готов «уничтожить всех и вся», если они не сдадутся. После обсуждения этого послания горожане бросились к ван Дорту и со слезами просили его сдать город испанцам и предотвратить разрушения. Командир был вынужден уступить и отправил к Спиноле парламентёров.
Гарнизону было дано два часа, чтобы покинуть город. Кроме того, в течение двух месяцев уйти должны были все, кто не желал принимать католическую веру. Тем не менее, почти все жители города предпочли остаться — в условиях войны безопасных мест в регионе не было.
Спинола, отчасти из-за спешки со взятием города, потерял около 1000 солдат при штурме. В ожидании войск Морица испанцы в срочном порядке начали восстанавливать укрепления Грунло. По соседним районам прокатилась весть о капитуляции крепости, жители опасались массированного вторжения испанцев. В городах провинции Голландия и Утрехте началось формирование ополчения.
Между тем Мориц Оранский разделил свою армию в ожидании дальнейших действий со стороны Спинолы. 19 августа Спинола, укрепив Грунло и оставив в крепости гарнизон, покинул город во главе армии.

## Вторая осада
Спинола двинул свои войска на Райнберг, чтобы пополнить запасы провизии. Мориц Оранский ему не препятствовал и находился в это время в Дуйсбурге. Спинола испытывал проблемы с деньгами, и среди его солдат начались бунты. Зная об этом, Мориц не спешил вступать с испанцами в бой или атаковать Грунло. Собрав армию из 15000 пехотинцев и 3000 кавалеристов, он в конце октября занял Лохем. К Грунло он прибыл лишь 30 октября и начал осаду. Осада осложнилась проливными дождями: они стали причиной болезней среди голландских солдат и дефицита поставок. Слякоть и дождь также мешали эффективному рытью траншей в направлении города. Командовал гарнизоном крепости Хендрик ван ден Берг, он имел под рукой 700 солдат, некоторое число кавалеристов и орудий.

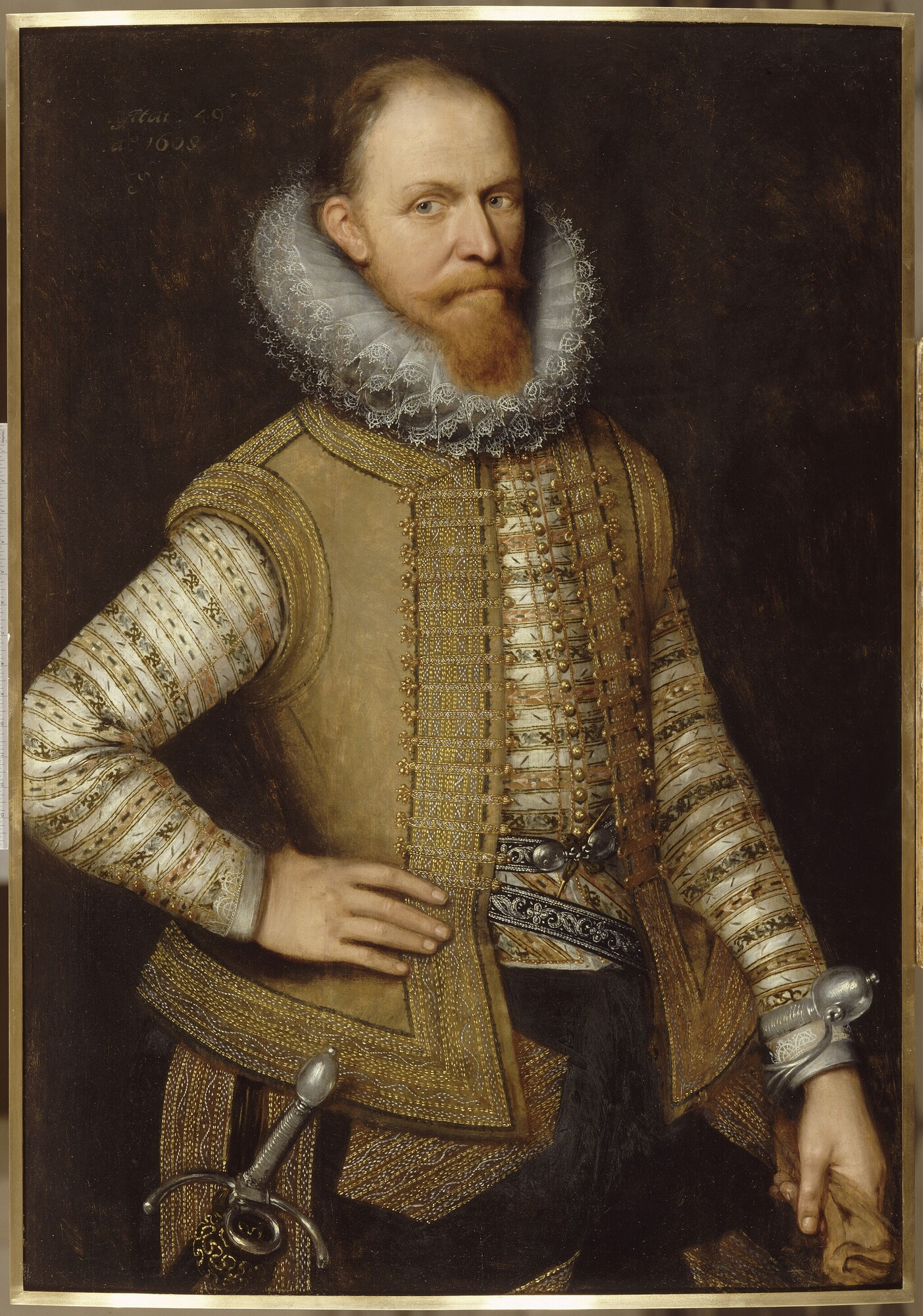
Мориц Оранский

Вечером 4 ноября Мориц был неприятно удивлен вестями о приближении армии Спинолы — из 8000 пехотинцев и 900 кавалеристов, а также 10 орудий — к Грунло. Голландский командующий рассчитывал, что торфянистые болота преградят путь испанской армии, и поэтому даже не стал строить оборонительных сооружений на случай атаки извне крепости. Однако Спинолу не остановила перспектива сражения в болоте.
На следующий день Мориц построил свою армию в боевой порядок. Узнав от своих разведчиков о слабых местах в построениях голландцев, Спинола отправил часть войск в обход позиций противника. Тогда Мориц слил два своих фланга воедино и переместил армию в близлежащую деревню Ливельде. Его солдаты были готовы броситься в бой против изможденных переходов через болота испанцев, тем более голландцы имели численный перевес. Но ко всеобщему удивлению Мориц отказался от сражения и 9 ноября увел свою армию к Зелхему. Спинола направил отряд кавалеристов для преследования, произошло несколько стычек, но сражения так и не случилось. Спинола после отступления голландцев не стал входить в Грунло и отправился зимовать в Мюнстер, кампания закончилась.
В апреле следующего года было принято решение о прекращении огня, а в 1609 году было подписано перемирие на двенадцать лет. Лишь в 1627 году сводный брат Морица Фредерик-Генрих Оранский вернул Грунло под голландский контроль.

## Последствия
После неудачи под Грунло воинская слава Морица Оранского несколько поблекла, а авторитет Спинолы, напротив, вырос. Генрих IV Французский, в частности, был очень недоволен голландским лидером, недоумевая, почему его столь хорошо укомплектованная армия не сделала ничего, чтобы взять Грунло и не вступила в бой с ослабленными испанцами. В одном из посланий он даже открыто сожалел о деньгах, которые французы выделили голландцам.
Мориц позже заявил, что его армия была слишком ослаблена холодами и болезнями, чтобы сражаться. Кроме того, Мориц был крайне осторожным военачальником: так, он всегда тщательно выбирал место для сражения. У тому же Грунло не имел стратегического значения для всей войны за независимость. В свою очередь вступление в бой и возможное поражение могли уничтожить авторитет Морица и фатально сказаться на исходе всей кампании.